# Alessio Bernabei

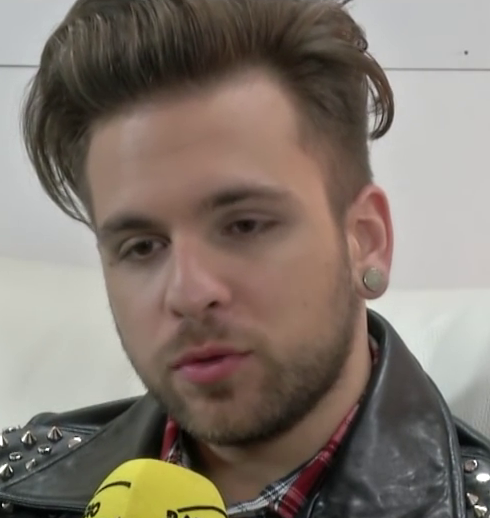
Alessio Bernabei, 2017

Alessio Bernabei (* 4. September 1992 in Tarquinia) ist ein italienischer Popsänger. Er wurde als Frontman der Band Dear Jack bekannt, die er 2015 verließ.

## Karriere
Bernabei gründete 2012 zusammen mit Francesco Pierozzi die Band Dear Jack. Zusammen traten sie 2013 in der Castingshow Amici di Maria De Filippi an und erreichten den zweiten Platz. Außerdem nahmen sie am Sanremo-Festival 2015 teil. Doch schon Ende 2015 gab Bernabei bekannt, die Band zu verlassen und eine Solokarriere zu beginnen.
Der Sänger unterschrieb einen Vertrag mit Warner Music. Beim Sanremo-Festival 2016 ging er mit seiner ersten Single Noi siamo infinito ins Rennen, unter den Konkurrenten befand sich auch seine Ex-Band. Er erreichte im Finale den 14. Platz. Sein erstes Album erschien Anfang April. Schon am Sanremo-Festival 2017 nahm Bernabei erneut teil.

## Diskografie
Alben

| Jahr | Titel              | Höchstplatzierung, Gesamtwochen, AuszeichnungChartsChartplatzierungen (Jahr, Titel, Platzierungen, Wochen, Auszeichnungen, Anmerkungen) | Anmerkungen        |
| Jahr | Titel              | IT | Anmerkungen        |
| ---- | ------------------ | --- | ------------------ |
| 2016 | Noi siamo infinito | IT2 Gold · (26 Wo.)IT | Verkäufe: + 25.000 |
| 2018 | Senza filtri       | IT4 Gold · (2 Wo.)IT | Verkäufe: + 25.000 |

Singles

| Jahr | Titel Album              | Höchstplatzierung, Gesamtwochen, AuszeichnungChartsChartplatzierungen (Jahr, Titel, Album, Platzierungen, Wochen, Auszeichnungen, Anmerkungen) | Anmerkungen |
| Jahr | Titel Album              | IT | Anmerkungen |
| ---- | ------------------------ | --- | ----------- |
| 2016 | Noi siamo infinito       | IT12 (16 Wo.)IT |             |
| 2017 | Nel mezzo di un applauso | IT48 (3 Wo.)IT |             |

- Io e te = la soluzione (2016)
- Due giganti (2016)

## Belege
1. ↑  Alessandro Alicandri: È ufficiale: Alessio Bernabei lascia i Dear Jack. In: Sorrisi.com. Arnoldo Mondadori Editore, 23. September 2015, abgerufen am 8. Februar 2016 (italienisch).
2. ↑  Alessio Bernabei firma con Warner Music. ANSA, 9. Oktober 2015, abgerufen am 15. Februar 2016 (italienisch).
3. ↑  Elena Masuelli: Festival di Sanremo 2017, big e giovani: ecco tutti i cantanti in gara. In: LaStampa.it. 12. Dezember 2016, abgerufen am 13. Dezember 2016 (italienisch).
4. ↑  Alben von Alessio Bernabei. In: Italiancharts.com. Hung Medien, abgerufen am 21. März 2017.
5. ↑  Auszeichnungsarchiv. FIMI, abgerufen am 28. Dezember 2016.
6. ↑  Archivio classifiche Top Digital. FIMI, abgerufen am 21. März 2017 (italienisch).

| Personendaten    | Personendaten           |
| ---------------- | ----------------------- |
| NAME             | Bernabei, Alessio       |
| KURZBESCHREIBUNG | italienischer Popsänger |
| GEBURTSDATUM     | 4. September 1992       |
| GEBURTSORT       | Tarquinia               |